# Ligne S4 des FGC
La ligne S4 est une des dix-huit lignes de train de banlieue de l'agglomération barcelonaise. Elle relie Barcelone à Olesa de Montserrat et dessert au total douze communes sur le tracé de la ligne Llobregat - Anoia.
Elle est exploitée par les Chemins de fer de la généralité de Catalogne (FGC).

## Historique
La ligne entre Plaça d'Espanya et Olesa de Montserrat reçoit le code S4 en 1996. Elle puise ses origines dans la ligne du Nord-Ouest entre Barcelone et Martorell, ouverte en 1912, et le tronçon entre de Martorell à Olesa de Montserrat, mis en service en 1922.

## Caractéristiques

### Ligne
La ligne parcourt les infrastructures de la ligne Llobregat - Anoia. Elle compte 24 stations, dont onze souterraines, et parcourt 37,5 km. Les rails sont à écartement métrique et la voie est double sur l'intégralité du trajet.
À partir de Plaça d'Espanya, elle dessert douze communes : Barcelone, L'Hospitalet de Llobregat, Cornellà de Llobregat, Sant Boi de Llobregat, Santa Coloma de Cervelló Sant Vicenç dels Horts, Pallejà, Sant Andreu de la Barca, Castellbisbal, Martorell, Abrera et Olesa de Montserrat, et partage son tracé avec la ligne L8 jusqu'à Molí Nou | Ciutat Cooperativa, la ligne S3 jusqu'à Can Ros, la ligne S9 jusqu'à Quatre Camins, les lignes S8 et R6/60 jusqu'à Martorell Enllaç, et les lignes R5/50 jusqu'à son terminus d'Olesa de Montserrat.

## Exploitation

### Matériel roulant
La ligne est servie par les rames de série 213 des FGC.

Rame
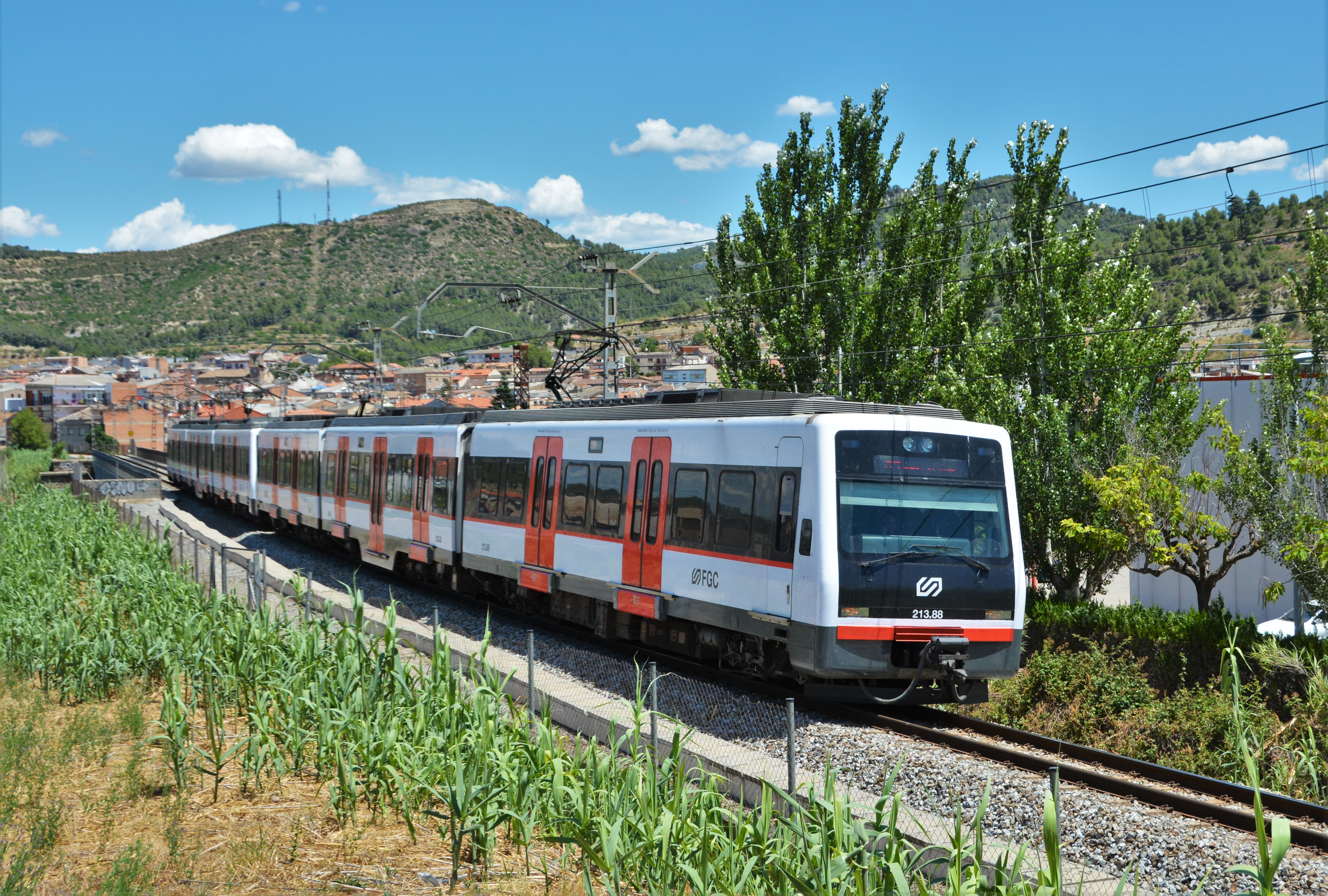
Série 213 sortant de Sant Vicenç de Castellet.